# 제니아 그레베니코브
제니아 그레베니코브(프랑스어: Jenia Grebennikov, 1990년 8월 13일~)는 프랑스의 배구 선수로 포지션은 리베로이다. 현재 러시아 배구 리그의 제니트 상트페테르부르크와 프랑스 대표팀의 일원으로 활동하고 있다. 
그는 2020년과 2024년 하계 올림픽에 참가하여 프랑스 대표 선수로서 금메달을 획득했다.